# Rayagada
Rayagada là một thành phố và khu đô thị của quận Rayagada thuộc bang Orissa, Ấn Độ.

## Địa lý
Rayagada có vị trí 19°10′B 83°25′Đ / 19,17°B 83,42°Đ Nó có độ cao trung bình là 207 mét (679 feet).

## Nhân khẩu
Theo điều tra dân số năm 2001 của Ấn Độ, Rayagada có dân số 57.732 người. Phái nam chiếm 51% tổng số dân và phái nữ chiếm 49%. Rayagada có tỷ lệ 64% biết đọc biết viết, cao hơn tỷ lệ trung bình toàn quốc là 59,5%: tỷ lệ cho phái nam là 72%, và tỷ lệ cho phái nữ là 56%. Tại Rayagada, 12% dân số nhỏ hơn 6 tuổi.